# シャメク・ファラー
シャメク・ファラー（Shamek Farrah、生年未詳）は、アメリカ合衆国のジャズ・サクソフォーン奏者。アルト・サクソフォーン奏者としてストラタイースト・レコードより2枚のアルバムを発表した。Allmusicは、そのうちの1枚である『ファースト・インプレッションズ』について、「本作は、スタンダードとなる霊的な深みのある斬新なジャズである。東洋の影響に浸っていてもいつでも街並みに耳をそばだててくれるようなレーベルには、期待したい」と評した。

## 略歴
ニューヨーク州ニューヨーク市に生まれ。本名はアンソニー・ドマケイス（Anthony Domacase）であった。12歳でガーヴィン・ブッシェルに師事してアルト・サクソフォーンを始める。1960年代後半よりニューヨーク周辺で、流行りのラテン音楽やラテン・ジャズのバンドで演奏活動に入った。1970年代半ばと1980年代にニューヨーク市内でロフト・ジャズの生演奏に人気が出ると、自身のグループと演奏したり、ソネリアス・スミスやラシッド・アリ、ジョン・スタッブルフィールド、カルロス・ガーネット、ウォルター・デイヴィス・ジュニアといった著名なジャズ・ミュージシャンと共演したりした。
1972年、25歳の時にストラタイースト・レコードと契約して、1974年に処女作のアルバム『ファースト・インプレッションズ』を発表する。1977年にはソネリアス・スミスと連名で第2弾のアルバム『ザ・ワールド・オブ・ザ・チルドレン』を発表した。1979年にRaレコードと契約し、1980年に「シャメク・ファラー・アンド・フォークス」名義で3枚目のアルバム『ラ・ディ・ラ・ラ』を発表した。以来これらの3点は、それぞれ再発売されている。『ファースト・インプレッションズ』と『ワールド・オブ・ザ・チルドレン』は1996年に日本のボンバ・レコードから、『ラ・ディ・ラ・ラ』は2002年に Quadraphonic Sound Modules Records から再発売された。
『ファースト・インプレッションズ』に収録されたアルバムと同名の伝説的な楽曲は、最初に披露されてから長年を経た現在でも、世界中の多くの聴衆を魅了し続けている。イギリスのレコード会社、ソウル・ジャズ・レコード（Soul Jazz Records）は、ストラタイーストに（もと）所属のアーティストを特集した1992年の編集盤『ソウル・ジャズ・ラヴズ・ストラタイースト（Soul Jazz Loves Strata-East）』に、「ファースト・インプレッションズ」のオリジナル音源を収録して再発売した。2006年には、同じくイギリスのレコード会社、ソウル・ブラザーズ・レコード（Soul Brothers Records）が、ジョー・ヘンダーソンやナット・アダレイ、ウォルター・ビショップ・ジュニアの楽曲を特集した編集盤『フュージョン・ウィス・アッティテュード（Fusion With Attitude）』に「ファースト・インプレッションズ」を収録して、再々発売した。

## ディスコグラフィ

### リーダー・アルバム
- 『ファースト・インプレッションズ』 - First Impressions (1974年、Strata-East)
- 『ザ・ワールド・オブ・ザ・チルドレン』 - The World of the Children (1977年、Strata-Eas) ※with ソネリアス・スミス
- 『ラ・ディ・ラ・ラ』 - La De La La (1980年、RA Records) ※シャメク・ファラー・アンド・フォークス名義

## 註釈
1. 1 2  allmusic Biography
2. ↑  allmusic ((( First Impressions > Overview )))